# Spleen and Ideal
Spleen and Ideal („Меланхолия и идеал“) е вторият студиен албум на австралийското даркуейв/ню ейдж дуо Дед Кен Денс, издаден на 1 септември 1985 г. от  4AD. Той отбелязва първата рязка промяна в звука на дуото. Пост-пънк и готик звученето отстъпват за сметка на дриймпоп и ембиънт елементите, примесени с етно мотиви. Тази смесица активно ще се развива в следващите им албуми, преливайки в напълно нови за тях музикални стилове. Част от текстовете са базирани на произведенията на Шарл Бодлер и Томас де Куинси.

## Предистория
Официалният уебсайт на групата посочва, че заглавието на албума е взето "от символистичните идеали на 19 век". Заглавието е директно взето от „Spleen et Idéal“ – сборник от стихове на френския поет Шарл Бодлер, които формират част от неговия магнум опус „Цветя на злото“ (Les Fleurs du mal). 
Обсъждайки музикалния стил на албума, Олмюзик коментира, че със Spleen and Ideal Дед Кен Денс „напълно се гмурнаха в опияняващата смесица от музикални традиции, които ще дойдат да определят звука и стила му до края на кариерата им. Правите готически афекти са разменени за звукова палитра и диапазон на въображението." 
Изображението на обложката показва частичното разрушаване на зърнен елеватор № 2 в Кейове Солфорд, част от Докове Манчестър и Солфорд.

## Песни
Всички парчета са написани от Дед Кен Денс.
1. De Profundis (Out of the Depths of Sorrow) – 4:00
2. Ascension – 3:05
3. Circumradiant Dawn – 3:17
4. Cardinal Sin – 5:29
5. Mesmerism – 3:53
6. Enigma of the Absolute – 4:13
7. Advent – 5:19
8. Avatar – 4:35
9. Indoctrination (A Design for Living) – 4:16

## Състав
- Лиса Джерард – вокали, всички други инструменти, продукция
- Брендън Пери – вокали, всички други инструменти, продуциране, художествено ръководство
- Гюс Фъргюсън – виолончело
- Мартин Маккарик – виолончело
- Джеймс Пинкър – тимпани
- Тони Айрес – тимпани
- Ричард Ейвисън – тромбон
- Саймън Хог – тромбон
- Каролин Костин – цигулка
- Андрю Хътън – сопрано вокали на песен 1

Технически
- Джон А. Ривърс – производство, инженеринг
- Джонатан Дий – инженерство
- Колин Грей – фотография на ръкава

|  | Тази страница частично или изцяло представлява превод на страницата Spleen and Ideal в Уикипедия на английски. Оригиналният текст, както и този превод, са защитени от Лиценза „Криейтив Комънс – Признание – Споделяне на споделеното“, а за съдържание, създадено преди юни 2009 година – от Лиценза за свободна документация на ГНУ. Прегледайте историята на редакциите на оригиналната страница, както и на преводната страница, за да видите списъка на съавторите. ВАЖНО: Този шаблон се отнася единствено до авторските права върху съдържанието на статията. Добавянето му не отменя изискването да се посочват конкретни източници на твърденията, които да бъдат благонадеждни. |